# Ступак Юлія Сергіївна
Юлія Сергіївна Ступак (до шлюбу Белорукова, рос. Юлия Сергеевна Ступак) — російська лижниця, олімпійська медалістка, призерка чемпіонату світу
На Пхьончханській олімпіаді 2018 року Бєлорукова здобула дві олімпійські нагороди: бронзову медаль в естафеті 4х5 км та бронзову медаль індивідуальному спринті.

## Виступи на Олімпійських іграх
| Рік  | Вік | 10 км | Скіатлон 15 км | 30 км мас-старт | Спринт | Естафета 4 × 5 км | Командний спринт |
| ---- | --- | ----- | -------------- | --------------- | ------ | ----------------- | ---------------- |
| 2018 | 23  | —     | 18             | —               | Бронза | Бронза            | 9                |
| 2022 | 27  | 7     | 24             | —               | 16     | Золото            | Бронза           |

## Виступи на чемпіонатах світу
| Рік  | Вік | 10 км | Скіатлон 15 км | 30 км мас-старт | Спринт | Естафета 4 × 5 км | Командний спринт |
| ---- | --- | ----- | -------------- | --------------- | ------ | ----------------- | ---------------- |
| 2017 | 22  | —     | —              | —               | 10     | 5                 | Срібло           |
| 2019 | 24  | 22    | —              | —               | 19     | Бронза            | 4                |
| 2021 | 26  | 29    | 11             | —               | 13     | Срібло            | 4                |

## Виноски
1. ↑  Women's 4 × 5 kilometre relay results
2. ↑  Women's sprint results